# 1883 en science-fiction
| Années de la science-fiction : 1880 - 1881 - 1882 - 1883 - 1884 - 1885 - 1886    |
| Décennies de la science-fiction : 1850 - 1860 - 1870 - 1880 - 1890 - 1900 - 1910 |

L'année 1883 a connu, en matière de science-fiction, les faits suivants. 

## Parutions littéraires

### Romans
- Le Vingtième Siècle, roman de Albert Robida.